# Aspidoscelis pai
Aspidoscelis pai (пайський батогохвіст) — вид ящірок родини теїдових (Teiidae). Ендемік США.

## Поширення й екологія
Пайські батогохвости мешкають на плато Колорадо на півночі Аризони, а також у горах Мазацал у центральній частині штату. Вони живуть на рівнинах і луках Великого басейну, іноді також у хвойних лісах, на висоті від 1400 до 2300 м над рівнем моря. Живляться комахами, павуками, багатоніжками та дрібними ящірками, відкладають яйця.